# Lijerica
Lijerica – trójstrunowy instrument muzyczny z rodziny chordofonów smyczkowych, w kształcie gruszki, w którym struny wprowadzane są w stan wibracji za pomocą smyczka.
Lijerica pochodzi z chorwackiego regionu Dalmacji i chorwackiej części Hercegowiny. Lijerica służy do towarzyszenia tańcom, rzadziej śpiewowi.

## Nazwa
Nazwa lijerica pochodzi od liry (gr. λύρα), instrumentu smyczkowego stosowanego w Cesarstwie Bizantyjskim, liry bizantyjskiej, z którego prawdopodobnie wyewoluowała lijerica. Gra się na niej jako muzyczny element towarzyszący tradycyjnemu tańcowi linđo z regionu Dubrownika. Instrument znany na szerszym obszarze Adriatyku, również pod nazwą lira, lirica.

## Historia

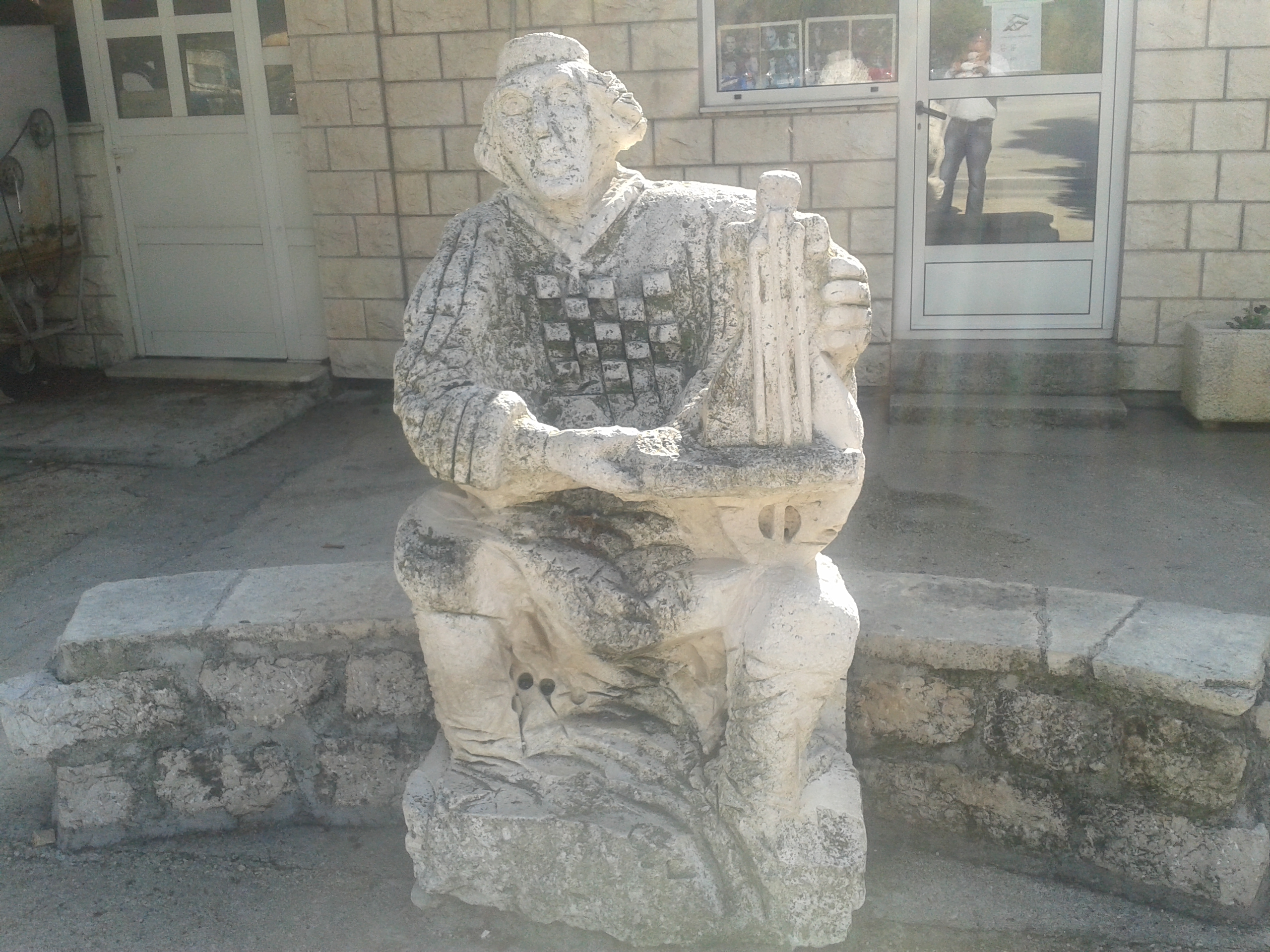
Pomnik muzyka z lijericą w Stonie

Lijerica jest blisko spokrewniona z lyrą smyczkową (lūrā) z Cesarstwa Bizantyjskiego, przodkiem większości europejskich instrumentów smyczkowych i odpowiednikiem rabaabu używanego w ówczesnych imperiach islamskich. Perski geograf
Ibn Khurradadhbih (zm. 911) z IX w. w swoim leksykograficznym omówieniu instrumentów wymienił lirę jako typowy instrument Bizantyjczyków, obok urghun (organy), shilyani (prawdopodobnie rodzaj harfy lub liry) i Salandj. Lira bizantyjska rozprzestrzeniła się po Europie na zachód; w XI i XII wieku pisarze europejscy używali zamiennie terminów skrzypce i lira w odniesieniu do instrumentów smyczkowych.
Na przełomie XIX i XX wieku, w okresie największego rozprzestrzenienia się na terenach Chorwacji, ten instrument muzyczny był obecny w tradycyjnej praktyce muzycznej w północno-wschodniej Istrii, na wyspach północnego Adriatyku (zwłaszcza Lošinj, Rab, Silba i Olib), na wszystkich wyspach Dalmacji, w pobliżu Makarskiej, w dolinie Neretwy, całe wybrzeże Dubrownika, Pelješac, Župa i Konavle.